# Pilosella breviscapa
Pilosella breviscapa là một loài thực vật có hoa trong họ Cúc. Loài này được (DC.) Soják miêu tả khoa học đầu tiên năm 1971.